# Erhard Ratdolt
Erhard Ratdolt (Augusta, 1442 – Augusta, 23 gennaio 1528) è stato un tipografo tedesco.

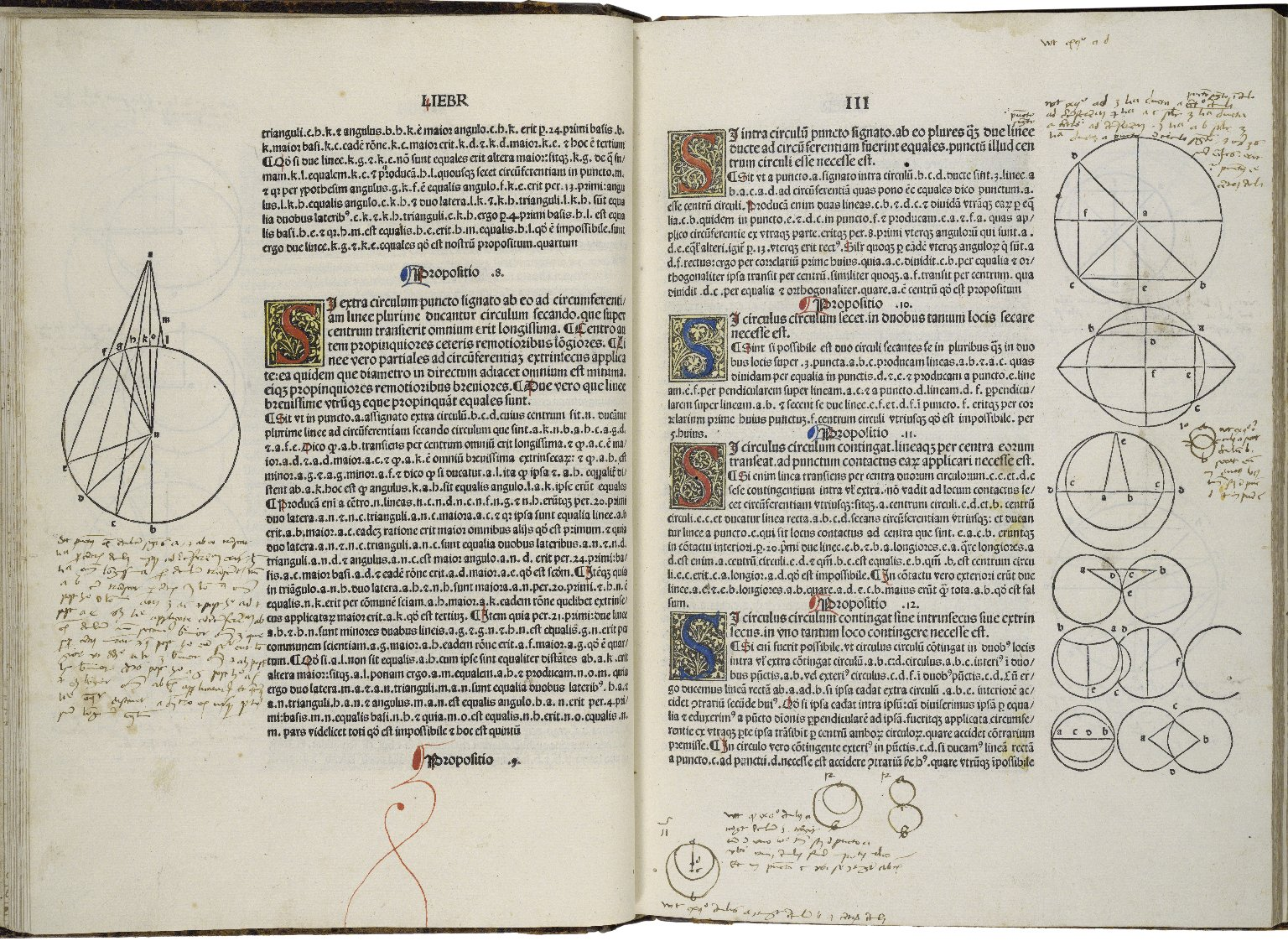
Alcune pagine tratte da Elementi di Euclide stampato da Erhard Ratdolt (1482)

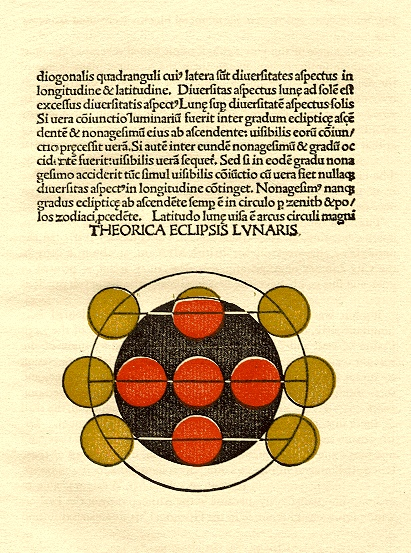
Diagramma che mostra le fasi di un'eclissi lunare. Xilografia a tre colori tratta da Sphaericum opusculum di Giovanni Sacrobosco, stampato da Erhard Ratdolt (Venezia, 1485)

Fu tra i precursori nel campo della tipografia e fu attivo dapprima a Venezia dal 1476 al 1486 e successivamente ad Augusta. Dal 1475 al 1478 collaborò con altri due tipografi tedeschi. Il primo libro prodotto da tale collaborazione fu il Calendarium (1476), scritto e precedentemente pubblicato da Regiomontano, che offrì uno dei primi esempi di frontespizio moderno.
Altre pubblicazioni degne di nota sono la Historia Romana di Appiano di Alessandria (1477), la prima edizione degli Elementi di Euclide (1482), dove risolse il problema della stampa dei diagrammi geometrici, il Poeticon astronomicon (1482), le opere di Albohazen Haly (1485) e di Alcabizio (1503). Ratdolt è anche famoso per aver prodotto il primo campione di caratteri tipografici conosciuto: si trattava di un foglio largo che mostrava i caratteri con cui avrebbe potuto stampare i libri. 
Le sue innovazioni nell'impaginazione e nella tipografia, in cui univa caratteri e xilografie, sono state successivamente molto ammirate. Le sue scelte grafiche e le sue soluzioni tecniche influenzarono anche quelle di William Morris.